# Kołaczyce
Kołaczyce è un comune urbano-rurale polacco del distretto di Jasło, nel voivodato della Precarpazia.
Ricopre una superficie di 60 km² e nel 2017 contava 8 964 abitanti.